# 長孫観
長孫 観（ちょうそん かん、生没年不詳）は、北魏の軍人。本貫は代郡。

## 経歴
長孫抗の子として生まれた。若くして勇名で知られた。祖父の長孫道生の爵位を嗣いで上党王となった。当時、北魏の異姓の諸王は公に降封される者が多かったが、祖父の先朝での功績により、特に降封されなかった。470年（皇興4年）、征西大将軍・司空・都督河西七鎮諸軍事となり、吐谷渾を討って、拾寅を曼頭山で撃破し、その居城を焼いて凱旋した。孝文帝の初年、殿中尚書・侍中に任じられた。473年（延興3年）、再び司空として吐谷渾を討ち、これを屈服させた。この年の冬、武都氐が仇池を攻撃すると、長孫観は吐谷渾から軍を返して氐を討った。後に征南大将軍となった。死去すると、諡は定といった。雲中金陵に陪葬された。
子の長孫稚が上党王の爵位を嗣いだ。

## 伝記資料
- 『魏書』巻25 列伝第13
- 『北史』巻22 列伝第10